# Rajon Schyrjajewe
Der Rajon Schyrjajewe (ukrainisch Ширяївський район/Schyrjajiwskyj rajon; russisch Ширяевский район/Schirjajewski rajon) war eine administrative Einheit in der Oblast Odessa im Süden der Ukraine. Das Zentrum des Rajons war die Siedlung städtischen Typs Schyrjajewe, die Einwohner verteilten sich auf eine Siedlungen städtischen Typs sowie 70 Dörfer.

## Geographie
Der Rajon lag im mittleren Westen der Oblast Odessa, er grenzte im Nordwesten an den Rajon Ananjiw, im Nordosten auf einem kurzen Stück an den Rajon Ljubaschiwka, im Osten an den Rajon Mykolajiwka, im Südosten an den Rajon Beresiwka, im Süden an den Rajon Iwaniwka, im Südwesten an den Rajon Welyka Mychajliwka sowie im Westen an den Rajon Sachariwka. Durch das ehemalige Rajonsgebiet fließen die Flüsse Welykyj Kujalnyk, Serednij Kujalnyk und Schuriwka. Das Gebiet ist sehr flach mit Höhenlagen zwischen 80 und 200 Metern (höchste Erhebung 192 Meter) und wird durch eine Steppenlandschaft geprägt.

## Geschichte
Der Rajon entstand 1935. Seit 1991 ist er Teil der heutigen Ukraine.
Am 17. Juli 2020 kam es im Zuge einer großen Rajonsreform zum Anschluss des Rajonsgebietes an den Rajon Beresiwka, ein kleiner Teil um die Landratsgemeinde Oleksandriwka kam zum Rajon Podilsk, ein kleiner Teil um Sachanske zum Rajon Rosdilna.

## Administrative Gliederung

### Siedlungen städtischen Typs
| Siedlungen städtischen Typs | Siedlungen städtischen Typs | Siedlungen städtischen Typs |
| Name                        | Name                        | Name                        |
| ukrainisch transkribiert    | ukrainisch                  | russisch                    |
| --------------------------- | --------------------------- | --------------------------- |
| Schyrjajewe                 | Ширяєве                     | Ширяево (Schirjajewo)       |

### Dörfer
| Dörfer | Dörfer                    | Dörfer                                                   | Dörfer              |
| Name | Name                      | Name                                                     | Gemeindezuordnung   |
| ukrainisch transkribiert                                                                                         | ukrainisch                | russisch                                                 | Gemeindezuordnung   |
| --- | ------------------------- | -------------------------------------------------------- | ------------------- |
| Armaschiwka (bis 2016 Ordschonikidse)                                                                            | Армашівка (Орджонікідзе)  | Армашевка (Armaschewka)/Орджоникидзе (Ordschonikidse)    | Armaschiwka         |
| Berdynowe | Бердинове                 | Бердыново (Berdynowo)                                    | Armaschiwka         |
| Brankowanowe | Бранкованове              | Бранкованово (Brankowanowo)                              | Brankowanowe        |
| Buzy (bis 2016 Schowtnewe)                                                                                       | Буци (Жовтневе)           | Буцы/Жовтневое (Schowtnewoje)                            | Stari Majaky        |
| Doktorowe (bis 2016 Schowtnewe)                                                                                  | Докторове (Жовтневе)      | Докторово (Doktorowo)/Жовтневое (Schowtnewoje)           | Nowoandrijiwka      |
| Florynske | Флоринське                | Флоринское (Florinskoje)                                 | Oleksandriwka       |
| Halupowe | Галупове                  | Галупово (Galupowo)                                      | Sachanske           |
| Hanno-Pokrowka                                                                                                   | Ганно-Покровка            | Анно-Покровка (Anno-Pokrowka)                            | Kateryno-Platoniwka |
| Hrebenjuky | Гребенюки                 | Гребенюки (Grebenjuki)                                   | Oleksandriwka       |
| Hryhoriwka | Григорівка                | Григоровка (Grigorowka)                                  | Oleksandriwka       |
| Jakymiw Jar | Якимів Яр                 | Акимов Яр (Akimow Jar)                                   | Stari Majaky        |
| Jarynoslawka | Яринославка               | Яринославка (Jarinoslawka)                               | Ossyniwka           |
| Jossypiwka | Йосипівка                 | Йосиповка (Jossipowka)                                   | Schyrjajewe         |
| Kanzurowe | Канцурове                 | Канцурово (Kanzurowo)                                    | Oleksandriwka       |
| Kateryno-Platoniwka                                                                                              | Катерино-Платонівка       | Катерино-Платоновка (Katerino-Platonowka)                | Kateryno-Platoniwka |
| Katschulowe | Качулове                  | Качулово (Katschulowo)                                   | Tschohodariwka      |
| Kopijkowe | Копійкове                 | Копейково (Kopeikowo)                                    | Malihonowe          |
| Kostjantyniw | Костянтинів               | Константинов (Konstantinow)                              | Petrowiriwka        |
| Kryschaniwka (bis 2016 Schowtnewe)                                                                               | Крижанівка (Жовтневе)     | Крыжановка (Kryschanowka)/Жовтневое (Schowtnewoje)       | Armaschiwka         |
| Kryschaniwka | Крижанівка                | Крыжановка (Kryschanowka)                                | Kateryno-Platoniwka |
| Lidiwka | Лідівка                   | Лидовка (Lidowka)                                        | Tschornyj Kut       |
| Makarowe | Макарове                  | Макарово (Makarowo)                                      | Makarowe            |
| Malihonowe | Малігонове                | Малигоново (Maligonowo)                                  | Malihonowe          |
| Marjaniwka | Мар'янівка                | Марьяновка (Marjanowka)                                  | Marjaniwka          |
| Marjiwka | Мар'ївка                  | Марьевка (Marjewka)                                      | Wiktoriwka          |
| Markewytschewe                                                                                                   | Маркевичеве               | Маркевичево (Markewitschewo)                             | Kateryno-Platoniwka |
| Maschenka | Машенька                  | Машенька                                                 | Malihonowe          |
| Mykolajiwka | Миколаївка                | Николаевка (Nikolajewka)                                 | Mykolajiwka         |
| Nowi Majaky | Нові Маяки                | Новые Маяки (Nowyje Majaki)                              | Stari Majaky        |
| Nowoandrijiwka                                                                                                   | Новоандріївка             | Новоандреевка (Nowoandrejewka)                           | Nowoandrijiwka      |
| Nowohuljajiwka                                                                                                   | Новогуляївка              | Новогуляевка (Nowoguljajewka)                            | Ossyniwka           |
| Nowojelysawetiwka                                                                                                | Новоєлизаветівка          | Новоелизаветовка (Nowojelisawetiwka)                     | Nowojelysawetiwka   |
| Nowopawliwka | Новопавлівка              | Новопавловка (Nowopawlowka)                              | Mykolajiwka         |
| Nowopetriwka (am 12. Juni 2018 durch Zusammenschluss von Nowopetriwka Druha und Nowopetriwka Perscha entstanden) | Новопетрівка              | Новопетровка (Nowopetrowka)                              | Nowojelysawetiwka   |
| Nowostepaniwka                                                                                                   | Новостепанівка            | Новостепановка (Nowostepanowka)                          | Nowojelysawetiwka   |
| Nowoswitiwka | Новосвітівка              | Новосветовка (Nowoswetowka)                              | Nowoswitiwka        |
| Nowoukrajinka | Новоукраїнка              | Новоукраинка (Nowoukrainka)                              | Kateryno-Platoniwka |
| Nykomawriwka | Никомаврівка              | Никомавровка (Nikomawrowka)                              | Sachanske           |
| Odaji | Одаї                      | Одаи (Odai)                                              | Schyrjajewe         |
| Oleksandriwka | Олександрівка             | Александровка (Alexandrowka)                             | Oleksandriwka       |
| Olexandro-Wowkowe                                                                                                | Олександро-Вовкове        | Александро-Волково (Alexandro-Wolkowo)                   | Ossyniwka           |
| Ossyniwka | Осинівка                  | Осиновка (Ossinowka)                                     | Ossyniwka           |
| Petrowiriwka (bis 2016 Schowten)                                                                                 | Петровірівка (Жовтень)    | Петроверовка (Petrowerowka)/Жовтень                      | Petrowiriwka        |
| Podilzi | Подільці                  | Подольцы (Podolzy)                                       | Schyrjajewe         |
| Poljowe | Польове                   | Полевое (Polewoje)                                       | Petrowiriwka        |
| Preobraschenka                                                                                                   | Преображенка              | Преображенка                                             | Tschornyj Kut       |
| Rewowa | Ревова                    | Ревова                                                   | Petrowiriwka        |
| Roskischne | Розкішне                  | Роскошное (Roskoschnoje)                                 | Nowoswitiwka        |
| Sachanske | Саханське                 | Саханское (Sachanskoje)                                  | Sachanske           |
| Samijliwka | Самійлівка                | Самойловка (Samoilowka)                                  | Brankowanowe        |
| Schukowske (bis 2016 Petriwske)                                                                                  | Жуковське (Петрівське)    | Жуковское (Schukowskoje)/Петровское (Petrowskoje)        | Armaschiwka         |
| Schurawske | Журавське                 | Журавское (Schurawskoje)                                 | Sachanske           |
| Sirka | Зірка                     | Зирка                                                    | Nowoandrijiwka      |
| Sitschnewe | Січневе                   | Сичнево (Sitschnewo)                                     | Nowoandrijiwka      |
| Skossariwske | Скосарівське              | Скосаревское (Skossarewskoje)                            | Nowoandrijiwka      |
| Sofijiwka | Софіївка                  | Софиевка (Sofijewka)                                     | Nowojelysawetiwka   |
| Solotschiwske | Золочівське               | Золочевское (Solotschewskoje)                            | Stari Majaky        |
| Stara Jelysawetiwka                                                                                              | Стара Єлизаветівка        | Старая Елизаветовка (Staraja Jelisawetiwka)              | Nowojelysawetiwka   |
| Stari Majaky | Старі Маяки               | Старые Маяки (Staryje Majaki)                            | Stari Majaky        |
| Sucha Schuriwka                                                                                                  | Суха Журівка              | Сухая Журовка (Suchaja Schurowka)                        | Marjaniwka          |
| Syritske Druhe                                                                                                   | Сирітське Друге           | Сиротское Второе (Sirotskoje Wtoroje)                    | Nowojelysawetiwka   |
| Syritske Persche                                                                                                 | Сирітське Перше           | Сиротское Первое (Sirotskoje Perwoje)                    | Nowojelysawetiwka   |
| Trudoljubiwka | Трудолюбівка              | Трудолюбовка (Trudoljubowka)                             | Oleksandriwka       |
| Tschohodariwka                                                                                                   | Чогодарівка               | Чегодаровка (Tschehodarowka)                             | Tschohodariwka      |
| Tschornyj Kut (bis 2016 Tscherwonyj Kut)                                                                         | Чорний Кут (Червоний Кут) | Чёрный Кут (Tschjorny Kut)/Червоный Кут (Tscherwony Kut) | Tschornyj Kut       |
| Tymofijiwka | Тимофіївка                | Тимофеевка (Timofejewka)                                 | Stari Majaky        |
| Walentyniwka | Валентинівка              | Валентиновка (Walentinowka)                              | Tschohodariwka      |
| Wiktoriwka | Вікторівка                | Викторовка (Wiktorowka)                                  | Wiktoriwka          |
| Wolodymyriwka | Володимирівка             | Владимировка (Wladimirowka)                              | Malihonowe          |
| Wynohradiwka | Виноградівка              | Виноградовка (Winogradowka)                              | Ossyniwka           |